# فهرست شهرهای فلسطینی تا سال ۱۹۴۹ میلادی
نام شهرهای درون منطقه فلسطین تا سال ۱۹۴۹ میلادی:
- حیفا
- یافا
- طبریا
- لدّ
- بیسان
- بئر السبع
- عکا
- رمله
- صفد
- اسدود
- ناصره

## شهرهای فلسطینی درکرانه باختری
- طولکرم
- قلقیلیه
- بیت جالا
- بیت ساحور
- اریحا
- بیت لحم
- جنین
- نابلس
- رام الله
- طوباس
- الخلیل
- بیت المقدس
- تلهاوی

## شهرهای فلسطین درنوار غزه
- غزه
- خانیونس
- دیر البلح
- رفح

## روستاهای فلسطین
- رافات
- المسمیه
- کفر جمال